# Premyer Liqası 2012-2013
La Premyer Liqasi 2012-2013 (chiamata anche Unibank Premyer Liqasi per motivi di sponsorizzazione) è stata la 21ª edizione della massima serie del campionato di calcio azero disputata tra il 4 agosto 2012 e il 19 maggio 2013 e conclusa con la vittoria del Neftçi Baku al suo ottavo titolo e secondo consecutivo.
Capocannoniere del torneo fu Nicolás Canales (PFC Neftchi Baku) con 26 reti.

## Novità
Il Turan e il Sumqayıt erano retrocessi in Prima divisione dopo essersi piazzati agli ultimi due posti nella stagione 2011-2012. Sono poi stati ripescati in seguito alle decisioni della Federazione calcistica dell'Azerbaigian relative alle licenze.

## Regolamento
Le 12 squadre partecipanti si affrontano in un girone di andata e ritorno, per un totale di 22 giornate. Al termine, le squadre sono divise in base alla classifica. Le prime 6 partecipano al girone di play-off, che decide la squadra campione e le qualificazioni alle coppe europee; le altre 6 giocano il girone di play-out. La seconda fase prevede gironi di andata e ritorno, per un totale di 10 giornate.

La squadra campione di Azerbaigian è ammessa al secondo turno di qualificazione della UEFA Champions League 2013-2014.

La seconda e la terza classificata del girone di play-off sono ammesse al primo turno di qualificazione della UEFA Europa League 2013-2014.

Le ultime due classificate retrocedono direttamente in Prima divisione.

## Squadre partecipanti
| Club           | Città    | Stadio                         | Posizione 2011-2012     |
| -------------- | -------- | ------------------------------ | ----------------------- |
| AZAL           | Baku     | Stadio AZAL                    | 7º posto                |
| FK Baku        | Baku     | Stadio Tofiq Bəhramov          | 6º posto                |
| İnter Baku     | Baku     | Stadio Shafa                   | 3º posto                |
| Kəpəz          | Ganja    | Stadio della città di Ganja    | 10º posto               |
| Neftçi Baku    | Baku     | Stadio Ismat Gayibov           | Campione di Azerbaigian |
| Qəbələ         | Qəbələ   | Stadio della città di Qəbələ   | 5º posto                |
| Qarabağ        | Ağdam    | Stadio Olimpico Guzanli        | 4º posto                |
| Rəvan Baku     | Baku     | Şəfa stadionu 4-cü meydança    | 8º posto                |
| Simurq         | Zaqatala | Stadio della città di Zaqatala | 9º posto                |
| Sumqayıt       | Sumqayıt | Stadio Olimpico                | 12º posto               |
| Turan Tovuz    | Tovuz    | Stadio della città di Tovuz    | 11º posto               |
| Xəzər-Lənkəran | Lankaran | Stadio della città di Lankaran | 2º posto                |

## Stagione regolare

### Classifica
|  | Pos. | Squadra        | Pt | G  | V  | N  | P  | GF | GS | DR  |
|  | ---- | -------------- | -- | -- | -- | -- | -- | -- | -- | --- |
|  | 1.   | Neftçi Baku    | 44 | 22 | 14 | 2  | 6  | 47 | 25 | +22 |
|  | 2.   | İnter Baku     | 41 | 22 | 11 | 8  | 3  | 24 | 12 | +12 |
|  | 3.   | Qarabağ        | 39 | 22 | 10 | 9  | 3  | 30 | 19 | +11 |
|  | 4.   | Simurq         | 36 | 22 | 9  | 9  | 4  | 25 | 15 | +10 |
|  | 5.   | Qəbələ         | 32 | 22 | 9  | 5  | 8  | 24 | 29 | -5  |
|  | 6.   | Baku           | 30 | 22 | 6  | 12 | 4  | 24 | 14 | +10 |
|  | 7.   | AZAL           | 29 | 22 | 7  | 8  | 7  | 32 | 25 | +7  |
|  | 8.   | Xəzər-Lənkəran | 28 | 22 | 7  | 7  | 8  | 32 | 27 | +5  |
|  | 9.   | Turan Tovuz    | 23 | 22 | 6  | 5  | 11 | 24 | 35 | -11 |
|  | 10.  | Rəvan Baku     | 22 | 22 | 6  | 4  | 12 | 23 | 35 | -12 |
|  | 11.  | Sumqayıt       | 22 | 22 | 5  | 7  | 10 | 20 | 39 | -19 |
|  | 12.  | Kəpəz          | 10 | 22 | 2  | 4  | 16 | 12 | 45 | -33 |

Legenda:

      Ammesse alla poule scudetto

      Ammesse alla poule retrocessione

## Fase finale

### Play-off
|                        | Pos. | Squadra     | Pt | G  | V  | N  | P  | GF | GS | DR  |
| ---------------------- | ---- | ----------- | -- | -- | -- | -- | -- | -- | -- | --- |
| Azerbaigian (bandiera) | 1.   | Neftçi Baku | 62 | 32 | 19 | 5  | 8  | 59 | 32 | +27 |
|                        | 2.   | Qarabağ     | 59 | 32 | 16 | 11 | 5  | 43 | 26 | +17 |
|                        | 3.   | İnter Baku  | 57 | 32 | 16 | 9  | 7  | 38 | 22 | +16 |
|                        | 4.   | Simurq      | 36 | 32 | 12 | 12 | 8  | 32 | 26 | +6  |
|                        | 5.   | Baku        | 30 | 32 | 9  | 14 | 9  | 33 | 27 | +6  |
|                        | 6.   | Qəbələ      | 32 | 32 | 10 | 8  | 14 | 32 | 40 | -8  |

### Play-out
|  | Pos. | Squadra        | Pt | G  | V  | N  | P  | GF | GS | DR  |
|  | ---- | -------------- | -- | -- | -- | -- | -- | -- | -- | --- |
|  | 7.   | AZAL           | 57 | 32 | 16 | 9  | 7  | 57 | 32 | +25 |
|  | 8.   | Xəzər-Lənkəran | 40 | 32 | 10 | 10 | 12 | 40 | 37 | +3  |
|  | 9.   | Rəvan Baku     | 40 | 32 | 12 | 4  | 16 | 46 | 53 | -7  |
|  | 10.  | Sumqayıt       | 35 | 32 | 9  | 8  | 15 | 31 | 49 | -18 |
|  | 11.  | Turan Tovuz    | 30 | 32 | 8  | 6  | 18 | 34 | 59 | -25 |
|  | 12.  | Kəpəz          | 19 | 32 | 5  | 4  | 23 | 22 | 64 | -42 |

### Verdetti
- Neftçi Baku: campione azero
- Neftçi Baku: ammesso al secondo turno preliminare di UEFA Champions League 2013-2014
- Qarabağ, İnter Baku e Xəzər-Lənkəran (come finalista della Coppa azera) ammesse alla UEFA Europa League 2013-2014
- Turan e Kepez Kəpəz retrocessi

## Statistiche

### Classifica marcatori
| Gol |  |  | Giocatore           | Squadra                   |
| --- |  |  | ------------------- | ------------------------- |
| 26  |  |  | Nicolás Canales     | Neftçi Baku               |
| 21  |  |  | Nildo               | AZAL                      |
| 14  |  |  | Juan Varea          | Rəvan Baku                |
| 13  |  |  | Richard Almeida     | Qarabağ                   |
| 12  |  |  | Salif Ballo         | Turan Tovuz               |
| 9   |  |  | Pardis Fardjad-Azad | Sumqayıt                  |
| 8   |  |  | Jurij Fomenko       | Template:Calcio Sjhamakhi |
| 8   |  |  | Bachana Tskhadadze  | İnter Baku                |
| 8   |  |  | Julius Wobay        | Neftçi Baku               |